# Peter Phillips (Künstler)
Peter Phillips (* 21. Mai 1939 in Birmingham; † 23. Juni 2025) war ein britischer Pop-Art Künstler, Maler, Grafiker und Filmemacher. Er gehörte zu den Mitbegründern der britischen Pop Art.

## Leben
Peter Phillips besuchte von 1953 bis 1955 in Birmingham die Mosely Rood Secondary School of Art und von 1955 bis 1959 das Birmingham College of Art. 1959 reiste er nach Paris und Italien und nahm dort künstlerische Eindrücke auf. Ab 1959 beteiligte er sich an Ausstellungen in den Londoner RBA Galleries. Anschließend studierte er von 1959 bis 1962 am Royal College of Art in London. Er nahm an der Young Contemporaries Ausstellung des Jahres 1961 teil, die die Royal-College-Studenten um David Hockney, R. B. Kitaj, Allen Jones, Derek Boshier, und Patrick Caulfield international bekannt machten. Am College entdeckte er für sich Reproduktionen der amerikanischen Künstler Jasper Johns und Robert Rauschenberg, die ihn nachhaltig beeindruckten. Peter Phillips war anfangs sehr stark an der amerikanischen Zivilisation orientiert und reflektierte deren kommerzielle Ikonografie und die Aggressivität der Werbung in dynamischen Bildmontagen. Von 1962 bis 1969 unterrichtete er am Country College of Art und am Birminghamer College of Art. 1963 beteiligte er sich an der Pariser Biennale, 1964 an den Pop Art Ausstellungen in Den Haag, Wien und Berlin.
Von 1964 bis 1966 lebte er in New York und reiste mit seinem Freund Allen Jones durch die USA. 1965 stellte Phillips erstmals in einer Einzelausstellung in der New Yorker Kornblee Gallery aus. Von 1968 bis 1969 war er Gastprofessor an der Hochschule für Bildende Künste in Hamburg. Anschließend reiste er durch Afrika, den Fernen Osten und wiederum durch die USA. 1972 würdigte man das Werk von Peter Phillips durch Retrospektiven im Westfälischen Kunstverein in Münster und der Londoner Tate Gallery. 1981 bereiste Peter Phillips Australien. In den Jahren 1982 und 1983 folgten aus den Reiseeindrücken Retrospektiven in sechs englischen Museen und Ausstellungsinstitutionen.
Anschließend arbeitete er als Filmemacher und lebte auf Mallorca.

## Werke in Museen (Auswahl)
- Lion Verus Eagles, 1962, Museum von Hedendaagse Kunst in Gent
- Custon Painting No. 5, 1965, Museum Zürich
- The Entertainment Machine, 1961, Tate Gallery of Modern Art, London
- Custom Print I, II und III, 1965, Museum of Modern Art, New York